# Гулькин, Иван Тихонович
Ива́н Ти́хонович Гулькин (1923—1945) — Гвардии капитан Рабоче-крестьянской Красной Армии, участник Великой Отечественной войны, Герой Советского Союза (1944), член ВКП (б) с 1943 года.

## Биография
Родился 23 июня 1923 года в посёлке Алексеевка (ныне — Бородулихинский район Восточно-Казахстанской области Казахстана) в семье крестьянина. В 1931 году вместе с семьёй переехал в село Лебяжье Алтайского края, а в 1934 году — в Барнаул. В 1940 году окончил среднюю школу № 25 в Барнауле, одновременно учился в аэроклубе. 
В январе 1941 года был призван на службу в Рабоче-крестьянскую Красную Армию. Окончил Молотовскую лётную школу, затем в 1942 году Майкопское военное авиационное училище. С мая того же года — на фронтах Великой Отечественной войны.
К сентябрю 1943 года будучи младший лейтенантом был старшим лётчиком 667-го штурмового авиаполка 292-й штурмовой авиадивизии 1-го штурмового авиакорпуса 5-й воздушной армии Степного фронта. К тому времени он совершил 93 боевых вылета, нанеся противнику значительный ущерб в живой силе и технике. В воздушных боях сбил 3 самолёта противника в группе.
Указом Президиума Верховного Совета СССР «О присвоении звания Героя Советского Союза офицерскому составу военно-воздушных сил Красной Армии» от 4 февраля 1944 года за «образцовое выполнение боевых заданий командования на фронте борьбы с немецкими захватчиками и проявленные при этом отвагу и геройство» был удостоен высокого звания Героя Советского Союза с вручением ордена Ленина и медали «Золотая Звезда» за номером 1462.
4 марта 1945 года командир эскадрильи 141-го гвардейского штурмового авиаполка гвардии капитан Иван Гулькин пропал без вести, не вернувшись с боевого задания в районе населённого пункта Вельекльсдорф к юго-востоку от Лаубана.
Был также награждён орденами Красного Знамени, Александра Невского, Отечественной войны 1-й степени, Красной Звезды, рядом медалей.

## Память
- В честь Гулькина названа улица в Барнауле[1].